# Elettra Rossellini Wiedemann
Elettra Ingrid Rossellini Wiedemann, spesso indicata semplicemente come Elettra Rossellini (New York, 26 luglio 1983), è una modella statunitense.

## Biografia
È figlia di Isabella Rossellini (modella e attrice, a sua volta figlia del regista Roberto Rossellini e dell'attrice Ingrid Bergman) e dell'ex modello e dirigente Microsoft Jonathan Wiedemann.
Ha studiato a New York, presso il liceo delle Nazioni Unite, per poi iscriversi alla Facoltà di Scienze politiche all'Università di Boston. A 15 anni ha deciso di intraprendere l'attività di modella e indossatrice, divenendo testimonial degli accessori Lamarthe e donna-immagine di Lancôme, ruolo ricoperto, fino al 1994, dalla madre.
Ha sfilato per numerosi stilisti, tra cui Alberta Ferretti, Bill Blass e Diane von Fürstenberg ed è apparsa su innumerevoli riviste: il primo servizio è stato per la versione tedesca di Vogue, a cui sono seguite Vogue America, Teen Vogue, Glamour, Ten, Harper's Bazaar e Another Magazine. Ha lavorato con fotografi come Bruce Weber, Nathaniel Goldberg, Pamela Hanson, Robert Erdmann, Ellen von Unwerth e Fabrizio Ferri.
Apparsa inoltre nelle campagne di Abercrombie & Fitch, Salvatore Ferragamo, Bill Blass, Catherine Malandrino e Yamamay, è stata fotografata da Annie Leibovitz nel calendario Lavazza 2009 insieme a supermodelle internazionali.

## Agenzie
- View Management - Spagna
- IMG Models - Parigi, New York